# 富山県消防防災航空隊
富山県消防防災航空隊（とやまけんしょうぼうぼうさいこうくうたい）とは県内消防本部の消防活動・救助・救急活動を支援する消防防災ヘリコプターの運営のために設置した航空救助部隊である。

## 概要
富山県が、市町村や消防機関等の協力を得て、1996年4月から、富山県防災航空センターを基地として、消防防災ヘリコプター（愛称「とやま」）を運航し、県民の生命、身体および財産を守るため、空からの広域的かつ機動的な消防防災活動を積極的に展開している。隊員は県内消防本部から派遣された救助隊員である。特に、富山県は、立山、剱岳などの3,000m級の山岳地帯を抱えており、富山県警山岳警備隊及び県警航空隊と連携した山岳救急・救助出動が非常に多く、他県では例を見ない特徴となっている。
また、消防防災ヘリコプターは、「空飛ぶ消防車」、「空飛ぶ救急車」、「空飛ぶ広報車」としての役割も担っており、その特色を生かした活動も求められている。さらに、災害時には、他県との災害応援協定等に基づいた広域応援活動の一翼を担うという大きな役割も担っている。2004年10月の新潟県中越地震、2007年の能登半島地震及び新潟県中越沖地震、2008年6月の岩手・宮城内陸地震、 2011年3月の東北地方太平洋沖地震に伴う東日本大震災などに緊急消防援助隊富山県隊の航空部隊として活動している。

## 任務
- 各種災害における住民への避難誘導、警報の伝達
- 山岳救助・水難救助等の捜索・救助活動
- 地震・風水害等における被災者の救出・搬送
- 林野火災における消火活動
- 災害時における緊急用物資の輸送
- 傷病者の緊急救急搬送
- 各種調査・広報活動
- 情報収集活動等

## 機体
- アグスタウエストランド AW139

### 旧機種
- ベル 412 - ベル・ヘリコプター・テキストロン社製

#### 装備
- GPSマップ装置
- 緊急医療ベッド
- ホイスト・リペリング装置
- 消火バケット・ドロップタンク
- カーゴフック
- 投光装置
- 機外拡声装置
- 安定装置付ビデオカメラ